# 郭家山遗址
郭家山遗址，位于山东省临沂市临沭县韩村镇郭家山村，是中华人民共和国山东省文物保护单位之一。
1992年6月12日，授予山东省文物保护单位，是一座古遗址。